# Onthophagus testaceoviolaceus
Onthophagus testaceoviolaceus är en skalbaggsart som beskrevs av Renaud Maurice Adrien Paulian 1937. Onthophagus testaceoviolaceus ingår i släktet Onthophagus och familjen bladhorningar. Inga underarter finns listade i Catalogue of Life.